# Vaux-sous-Aubigny
Vaux-sous-Aubigny korábbi község Franciaországban, Haute-Marne megyében. Lakosainak száma 734 fő (2018. január 1.). Vaux-sous-Aubigny Selongey, Le Val-d’Esnoms, Isômes, Montsaugeon, Occey, Le Montsaugeonnais és Rivière-les-Fosses községekkel határos.
2016. január 1-jén Montsaugeon és Prauthoy korábbi községgel egyesült és az így létrejött Le Montsaugeonnais új község része lett.

## Népesség
A település népessége az elmúlt években az alábbi módon változott:
| Lakosok száma | 530  | 531  | 544  | 663  | 705  | 675  | 695  | 690  | 698  | 734  |
|               | 1962 | 1968 | 1982 | 1990 | 1999 | 2008 | 2011 | 2013 | 2017 | 2018 |